# Tarn Aeluin
El tarn Aeluin, es un tarn (lago glaciar) ficticio creado por el escritor británico J. R. R. Tolkien para ambientar parte de las historias de su legendarium. Está situado en la zona oeste de la región de Dorthonion, también conocida como Taur-nu-Fuin. Era un lago de aguas azules y claras como un espejo y rodeado de brezales silvestres, de ahí el nombre aeluin, que en sindarin significa ‘azul’. El Aeluin había sido bendecido en los días antiguos por la maia Melian. 
Fue allí donde el adan Barahir y los proscritos que le seguían se refugiaron y donde los orcos de Morgoth les dieron muerte tras la traición de Gorlim en el año 460 de la Primera Edad del Sol. El único que quedó con vida fue el hijo de Barahir, Beren, que no estaba en Aeluin cuando llegaron los orcos. Más tarde, Beren enterraría allí a su padre y al resto de sus compañeros.